# Requejo
Requejo – gmina w Hiszpanii, w prowincji Zamora, w Kastylii i León, o powierzchni 46,1 km². W 2011 roku gmina liczyła 181 mieszkańców.